# Mistrzostwa Polski w Judo 1989
33. edycja Mistrzostw Polski w judo odbyła się w dniach 14 - 16 kwietnia 1989 roku w Opolu w konkurencji kobiet, natomiast w dniach 26-28 maja 1989 roku w konkurencji mężczyzn.

## Medaliści 33 mistrzostw Polski

### Kobiety
| Konkurencja: | Złoto:                                  | Srebro:             | Brąz:                                 |
| 48 kg        | Małgorzata Roszkowska Gwardia Białystok | Beata Czaban        | Bożena Strzałkowska Krystyna Dziub    |
| 52 kg        | Joanna Majdan                           | Małgorzata Żelek    | Joanna Urbańska Marzena Kostrzewa     |
| 56 kg        | Maria Gontowicz-Szalas                  | Ernestyna Matusiak  | Magdalena Morowska Magdalena Szewczyk |
| 61 kg        | Gabriela Ostrożołek                     | Agnieszka Ratuszna  | Iwona Stefaniuk Beata Banasczyk       |
| 66 kg        | Katarzyna Juszczak                      | Joanna Korbus       | Jolanta Adamczyk Dorota Kosidło       |
| 72 kg        | Stefania Drzewicka                      | Mariola Giza        | Anna Kosińska Bożena Somla            |
| +72 kg       | Beata Maksymow                          | Renata Szal         | Dorota Śpiewak Hanna Kubacka          |
| open         | Beata Maksymow                          | Małgorzata Klepczyk | Renata Szal Katarzyna Miernicka       |

### mężczyźni
| Konkurencja: | Złoto:             | Srebro:                          | Brąz:                                           |
| 60 kg        | Zbigniew Szaforz   | Janusz Gaczkowski                | Jacek Klek Michał Nowaczyński                   |
| 65 kg        | Marek Rybicki      | Piotr Sadowski                   | Jarosław Ryx Ireneusz Kiejda Wisła Kraków       |
| 71 kg        | Tomasz Błach       | Wiesław Błach                    | Krzysztof Wojdan Wisła Kraków Zbigniew Kamiński |
| 78 kg        | Krzysztof Kamiński | Krzysztof Pasternak              | Waldemar Bączek Andrzej Grzywacz                |
| 86 kg        | Waldemar Legień    | Andrzej Pęcikiewicz Wisła Kraków | Andrzej Grzegorzek Adam Maj                     |
| 95 kg        | Zbigniew Bielawski | Jacek Beutler                    | Krzysztof Czerw Marek Pituła                    |
| +95 kg       | Rafał Kubacki      | Jacek Czarkowski                 | Tomasz Tybuś Mirosław Ksok                      |
| open         | Waldemar Legień    | Zbigniew Bielawski               | Paweł Nastula Janusz Kąkol                      |